# ペアー・フラワー
ペアー・フラワー（ペア・フラワー）とは、カクテルの名称である。ただし、このカクテルには、大きく分けて2つの処方が存在する。まず1つ目は、ショートドリンクに分類される、リキュールをベースとした、かなりアルコール度数が低いカクテル。そしてもう1つは、ノンアルコールカクテルに分類されるカクテルである。なお、ペアー（Pear）というのは、梨（セイヨウナシ）のことだが、これらのカクテルには、いずれも梨に由来する材料は使用されていない。

## ショートドリンクのペアー・フラワー
ここでは、リキュールをベースとするペアー・フラワーについて記述する。

### 標準的なレシピ
- オレンジ・キュラソー ＝ 15ml
- オレンジ・ジュース ＝ 30ml
- 全卵（小さめの鶏卵） ＝ 1個分

#### 作り方
オレンジ・キュラソー、オレンジ・ジュース、卵を強くシェークして、大型のカクテル・グラス（容量120ml程度）に注げば完成である。

#### 備考
- オレンジ・ジュースは、その場でオレンジを絞ったものを使用するのがベストであるが、市販のジュースを用いても良い。
- 卵を混合しなければならないため、シェークは強めに行うことが必要がある。
- グラスは、ソーサー型のシャンパン・グラス（容量120ml程度）で代用しても良い。

### この節の主な参考文献
- 浜田 晶吾 『すぐできるカクテル505種』 有紀書房 1991年6月20日発行 ISBN 4-638-00531-4
- 伊東 正之 監修 『スタンダード・カクテル』 創元社 1989年12月10日発行 ISBN 4-422-74024-5
- 今井 清 『カクテルブック』 ナツメ社 1988年4月20日発行 ISBN 4-8163-0667-6

## ノンアルコールカクテルのペアー・フラワー
ノンアルコールカクテルのペアー・フラワーは、1950年5月3日に開催された、オール・ジャパン・ドリンクスコンクールのソフトドリンクの部で第1位となったカクテルである。作者は、池田光明。なお、ノンアルコールカクテルの中には、わずかにエタノールを含有したものもあるが、これについてはアルコール度数0％である。しかし、既述のように同名でアルコール度数0％ではないカクテルもあるので注意が必要。

### レシピ
- オレンジ・ジュース ＝ 1個と2分の1個分
- 全卵（鶏卵） ＝ 1個分
- 砂糖 ＝ 2tsp

#### 作り方
オレンジ・ジュース、卵、砂糖を強くシェークして、タンブラー（容量240ml程度）に注ぐ

。
その後、果物をグラスに飾り、ストローを添えれば完成である。

#### 備考
卵を混合しなければならないため、シェークは強めに行うことが必要である。

### この節の参考文献
- 稲 栄作 『カクテルレシピ1380』 柴田書店 1989年6月1日発行 ISBN 4-388-05502-6